# ويليام أحمد
ويليام أحمد هو رجل أعمال أمريكي يشتهر بكونه الرئيس التنفيذي لشركة التكنولوجيا الصحية للأجهزة القابلة للارتداء "WHOOP”، والتي أسسها في عام 2012.

## نشأته
نشأ أحمد في لونغ آيلاند، نيويورك، وهو الابن الوحيد في عائلته. في طفولته، مارس العديد من الألعاب الرياضية، مثل كرة القدم، الهوكي، اللاكروس، التنس، السباحة، الجولف، والإبحار. تلقى تعليمه الثانوي في مدرسة سانت بول في كونكورد، نيو هامبشاير، ثم تخرج من جامعة هارفارد حيث درس العلوم السياسية وكان قائد فريق الإسكواش.

## المسيرة المهنية
في عام 2012، بينما كان طالبًا في جامعة هارفارد، بدأ أحمد في تطوير تقنية جديدة قابلة للارتداء تسمح للرياضيين بقياس التعافي وتحسين الأداء. وفقًا لأحمد، بدأ في تطوير هذه التقنية بعد قراءة العديد من الأبحاث الطبية. تم إطلاق أول جهاز قابل للارتداء للشركة في عام 2015. تبنى أحمد استراتيجية تسويق المنتج للفرق الرياضية والرياضيين الكبار أولاً قبل التوجه إلى السوق الاستهلاكية الأوسع، بهدف خلق تأثير إيجابي للعلامة التجارية. وكان من بين أول مستخدمي الجهاز السباح الأولمبي مايكل فيلبس ونجم كرة السلة ليبرون جيمس.
في عام 2021، قُدرت قيمة الشركة بـ3.6 مليار بعد استثمار سوفت بنك بمبلغ 200 مليون دولار في الشركة. تحت قيادة أحمد، استقطبت الشركة مستثمرين مثل IVP، وإيلي مانينغ، وباتريك ماهومس، ولاري فيتزجيرالد.
في عام 2022، أعلن أحمد عن انتصاره على أمازون في منافسة الأجهزة القابلة للارتداء بعد أن أوقفت أمازون منتجها Halo. واتهم أحمد أن جهاز Halo كان تقليدًا لجهاز WHOOP، لكن أمازون نفت هذه الادعاءات علنًا.
في يوليو 2023، انتقلت شركة WHOOP إلى مقرها الجديد في حي كينمور سكوير في بوسطن، ماساتشوستس، حيث شارك أحمد في حفل الافتتاح مع عمدة بوسطن ميشيل وو ووزير العمل الأمريكي مارتي والش.
في عام 2023، تم تعيين أحمد في مجلس زملاء كلية الطب بجامعة هارفارد.
في مايو 2024، أعلن أحمد عن استثمار لاعب كرة القدم البرتغالي كريستيانو رونالدو في شركة  WHOOP. وقد تم الإعلان خلال فيديو مباشر على إنستغرام من منزل رونالدو في الرياض، المملكة العربية السعودية. و في الشهر نفسه، أعلن أحمد أيضًا عن توفر جهاز WHOOP للبيع في الهند، بعد تقارير تفيد بأن لاعبي الكريكيت فيرات كوهلي، وسورياكومار ياداف، وشرياس آير ارتدوا  WHOOP خلال كأس العالم للكريكت.